# Black (Black)
Black è il terzo album in studio del cantautore inglese Black. L’album ha raggiunto la posizione N° 42 nell’Official Albums Chart.

## Tracce
Testi e musiche di Black.
1. Too Many Times – 5:02
2. Feel Like Change – 4:38
3. Here It Comes Again – 4:24
4. Learning How to Hate – 4:09
5. Fly Up to the Moon – 3:07
6. Let's Talk About Me – 4:42
7. Sweet Breath of Your Rapture – 4:05
8. Listen – 3:59
9. She's My Best Friend – 4:07
10. This Is Life – 4:43